# Challenger de Santo Domingo 2015
El Milex Open 2015 es un torneo de tenis profesional jugado en canchas de arcilla verde. La es la primera edición del torneo que forma parte del ATP Challenger Tour 2015. Se llevará a cabo en Santo Domingo, República Dominicana entre el 7 de febrero y 15 de febrero de 2015. El evento es el primer torneo profesional de tenis de nivel Challenger que se celebrará en la República Dominicana.

## Jugadores participantes del cuadro de individuales

### Cabezas de serie
| Favorito | País                               | Jugador          | Rank1 | Posición en el torneo |
| -------- | ---------------------------------- | ---------------- | ----- | --------------------- |
| 1        | Bandera de la República Dominicana | Víctor Estrella  | 52    | Baja                  |
| 2        | Bandera de España                  | Albert Montañés  | 102   | Primera ronda         |
| 3        | Bandera de Argentina               | Horacio Zeballos | 124   | Segunda ronda         |
| 4        | Bandera de Portugal                | Gastão Elias     | 126   | Semifinales           |
| 5        | Bandera de Bosnia y Herzegovina    | Damir Dzumhur    | 128   | CAMPEÓN               |
| 6        | Bandera de Rusia                   | Yevgueni Donskoi | 129   | Primera ronda         |
| 7        | Bandera de Australia               | Jason Kubler     | 138   | Primera ronda         |
| 8        | Bandera de Austria                 | Gerald Melzer    | 154   | Cuarto de final       |

- 1 Se ha tomado en cuenta el ranking del 2 de febrero de 2015.

### Otros participantes
Los siguientes jugadores recibieron una invitación, por lo tanto ingresan directamente al cuadro principal (WC):
- Emilio Gómez
- Andres Molteni
- José Olivares
- Horacio Zeballos

Los siguientes jugadores ingresan al cuadro principal tras disputar el cuadro clasificatorio (Q):
- Benjamin Balleret
- Gonzalo Escobar
- Connor Smith
- Bastian Trinker

## Campeones

### Individual Masculino
Challenger de Santo Domingo 2015 (individual masculino)
- Damir Džumhur derrotó en la final a  Renzo Olivo por 7–5, 3–1, ret.

### Dobles Masculino
Challenger de Santo Domingo 2015 (dobles masculino)
- Roberto Maytín /  Hans Podlipnik-Castillo derrotaron en la final a  Romain Arneodo /  Benjamin Balleret por 6–3, 2–6, [10–4]